# Mecometopus gracilis
Mecometopus gracilis là một loài bọ cánh cứng trong họ Cerambycidae.